# Charles E. Coon
Charles Edward Coon, né le 15 mars 1842 et mort le 1er août 1920, est un politicien républicain officiant dans l'état de Washington. Il occupa la fonction de cinquième Lieutenant-gouverneur de ce même état.